# هرینوا
هرینوا (به آلمانی: Hrinau) یک شهرک با جمعیت ۸٬۰۶۷ نفر که در Detva District، اسلواکی واقع شده‌است.